# Яан Кросс
Яан Кросс (19 лютого 1920, Таллінн — 27 грудня 2007) — естонський письменник, перекладач, громадький діяч. Письменницьку діяльність розпочав 1936 року. Заслужений письменник Естонської РСР (з 1971).

## Біографія
Яан Крос народився в Таллінні. Навчався в гімназії Якоба Вестхольма, а 1938—1945 р.р. на юридичному факультеті Тартуського університету. До 1946 року працював там викладачем, був доцентом кафедри міжнародного права.
Кросс був уперше заарештований німцями 1944 року під час німецької окупації Естонії (1941—1944) за «націоналізм», тобто сприяння незалежності Естонії. Потім, 5 січня 1946 року, Естонію знову окупував Радянський Союз, і він був заарештований радянською окупаційною владою. Його тримали в підвалі штаб-квартири НКВД, а потім у в'язниці в Таллінні. В жовтні 1947 року його депортували в табір ГУЛАГ у Воркуті, Росія. Він провів у цілому вісім років у цій частині Північної Росії, шість з них працюючи в шахтах у трудовому таборі в Інті. Після повернення до Естонії 1954 року розпочав літературну діяльність.

## Родина
Першою дружиною Яана Кросса була Хельґа Педусаар, вони були одружені з 1940 до 1949.
1954—1958 р.р. був одружений з Хельґою Роос, їхня дочка Крістійна Росс (народилася 1955 р.) — лінгвіст і перекладач. 1958 року Кросс одружився з поетесою і дитячою письменницею Еллен Нійт. В цьому шлюбі народилися Маар'я (в шлюбі — Ундуск) (1959), Еерік-Нійлес Кросс (1967) і Мяртен Кросс (1970).
Син — Еерік Кросс, офіцер спецслужб Естонської держави.

## Творчість
- Збірка віршів «Збагачувач вугілля» (1958)
- «Кам'яні скрипки» (1964)
- «Потік і тризубець» (1971)
- зб. новел «На очах у Кліо» (1972)
- романи «Між трьома спалахами чуми» (ч. 1—3, 1970—77)
- «Небесний камінь» (1975)
- «Імператорський божевілець» (1978)

Яан Кросс займався перекладами Г. Гейне, П. Ж. Беранже, В. Шекспіра, О. де Бальзака, Бертольда Брехта та ін.

## Український переклад
1978 року у видавництві «Веселка» вийшла друком повість «Мартів хліб», гумористична казкова розповідь про життя середньовічного Таллінна, про кмітливого помічника аптекаря, який випадково винайшов марципан, у перекладі Олександра Завгороднього.

## Нагороди
- 1971 Заслужений письменник Естонської РСР
- 1971, 1972, 1990, 1995 Лауреат літературної премії Frīdeberta Tuglase
- 1989 Почесний доктор філософії Тартуського університету[3]
- 1996 Орден Державного герба 1-го ступеня
- 2006 Культурна премія за досягнення в літературі